# Горго ал Монтикано
Горго ал Монтикано (итал. Gorgo al Monticano) је насеље у Италији у округу Тревизо, региону Венето.
Према процени из 2011. у насељу је живело 3977 становника. Насеље се налази на надморској висини од 6 м.

## Становништво
| 1951. | 1961. | 1971. | 1981. | 1991. | 2001. | 2011. |
| ----- | ----- | ----- | ----- | ----- | ----- | ----- |
| 4.968 | 3.673 | 3.264 | 3.594 | 3.753 | 3.977 | 4.182 |